# Larian Studios
Larian Studios — бельгийская компания, занимающаяся разработкой и издательством компьютерных игр, основанная в 1996 году Свеном Винке. Преимущественно занимается созданием компьютерных ролевых игр, выпустив в прошлом ряд развивающих игр. Наиболее известными проектами студии являются игры серии Divinity и Baldur’s Gate 3.
Помимо головного офиса, у Larian есть студии в Квебеке (Канада), Дублине (Ирландия), Куала-Лумпуре (Малайзия), Гилфорде (Великобритания), Барселоне (Испания) и Варшаве (Польша). До 2022 года также функционировал офис в Санкт-Петербурге (Россия).

## История
Larian Studios была основана в Генте в 1996 году Свеном Винке (который назвал компанию в честь своей собаки Пилар, или просто Лар). Будучи генеральным и креативным директором, Винке также принимал участие в разработке игр студии в качестве дизайнера, программиста и сценариста.
Первым проектом компании была игра The Lady, the Mage and the Knight, однако ввиду разногласий между Larian и Attic Entertainment Software, которая также занималась разработкой и издательством игры, она была отменена в 1999 году. В это же время Larian разработала стратегию The L.E.D. Wars, выпущенную ionos в 1997 году.
В 2002 году студия завершила работу над ролевой игрой Divinity: Sword of Lies, которая была выпущена cdv Software Entertainment под названием Divine Divinity. Спустя два года вышел сиквел игры, озаглавленный Beyond Divinity.
С 2004 по 2011 год Larian также занималась выпуском развивающих компьютерных игр, таких как Ketnet Kick, Adventure Rock, GulliLand, Superia, Monkey Labs и Monkey Tales.
В 2009 году вышло продолжение Divine Divinity под названием Divinity II: Ego Draconis. После этого компания выпустила дополнение Divinity II: Flames of Vengeance, которое позже было объединено с основной игрой в одно издание Divinity II: The Dragon Knight Saga. В 2012 году на десятилетие серии игра со всеми обновлениями была перевыпущена под заглавием Divinity II: Developer’s Cut. В следующем году увидела свет Divinity: Dragon Commander, являющаяся приквелом к предыдущим частям серии, которая сочетала в себе элементы стратегии и ролевой игры. Проект получил положительные отзывы и привлёк внимание к студии благодаря нововведениям в стратегическом жанре.
30 июня 2014 года Larian выпустила пошаговую ролевую игру Divinity: Original Sin. Средства на разработку были собраны с помощью краудфандинговой кампании на Kickstarter. После выхода Divinity: Original Sin стала самой продаваемой на тот момент игрой в истории Larian. 27 октября 2015 года было выпущено улучшенное издание игры Divinity: Original Sin — Enhanced Edition, включающее весь доступный загружаемый контент и обновления.
Сиквел Divinity: Original Sin II был так же проспонсирован с помощью Kickstarter, собрав необходимые средства всего за несколько часов после старта кампании. Действие игры происходит спустя 1200 лет после событий Divinity: Original Sin, а геймплей включает многие элементы, присутствующие в первой части. Игра вышла в раннем доступе в Steam 15 сентября 2016 года, а полноценный релиз состоялся 14 сентября 2017 года. Финальная версия Divinity: Original Sin II — Definitive Edition со всеми улучшениями была выпущена 31 августа 2018 года. Игра удостоилась множества наград и номинаций, а многие критики и издания назвали её одной из лучших ролевых игр в истории.
В 2019 году стало известно, что Larian занимается разработкой ролевой игры Baldur’s Gate 3. Она является третьей частью в главной серии игр Baldur’s Gate, которая основана на системе настольной ролевой игры Dungeons & Dragons. 6 октября 2020 года Baldur’s Gate 3 стала доступна в раннем доступе в Steam. Выход полной версии игры состоялся 3 августа 2023 года. Baldur’s Gate получила всеобщее признание и выиграла множество наград, в том числе в номинации «Игра года».

## Игры
| Год  | Название                         | Платформа(ы)                                                     | Примечания                                                                                 |
| ---- | -------------------------------- | ---------------------------------------------------------------- | ------------------------------------------------------------------------------------------ |
| 1997 | The L.E.D. Wars                  | Windows                                                          |                                                                                            |
| 2002 | Divine Divinity                  | Windows, macOS                                                   |                                                                                            |
| 2004 | Beyond Divinity                  | Windows, macOS                                                   |                                                                                            |
| 2009 | Divinity II: Ego Draconis        | Windows, Xbox 360                                                | Издание The Dragon Knight Saga вышло в 2010 году Издание Developer’s Cut вышло в 2012 году |
| 2010 | Divinity II: Flames of Vengeance | Windows, Xbox 360                                                | Дополнение к Divinity II                                                                   |
| 2013 | Divinity: Dragon Commander       | Windows                                                          |                                                                                            |
| 2014 | Divinity: Original Sin           | Windows, PlayStation 4, Xbox One, Linux, macOS                   | Издание Enhanced Edition вышло в 2015 году                                                 |
| 2017 | Divinity: Original Sin II        | Windows, PlayStation 4, Xbox One, macOS, Nintendo Switch, iPadOS | Издание Definitive Edition вышло в 2018 году                                               |
| 2023 | Baldur’s Gate 3                  | Windows, PlayStation 5, macOS, Xbox Series X/S                   |                                                                                            |

| Год  | Название                          | Платформа(ы)                     | Примечания                                          |
| ---- | --------------------------------- | -------------------------------- | --------------------------------------------------- |
| 1999 | The Lady, the Mage and the Knight | Windows                          | Разработка совместно с Attic Entertainment Software |
| 2019 | Divinity: Fallen Heroes           | Windows, PlayStation 4, Xbox One |                                                     |

### Развивающие игры
- 2004 — Ketnet Kick
- 2008 — Adventure Rock
- 2008 — Ketnet Kick 2
- 2009 — GulliLand
- 2009 — Superia
- 2009 — Monkey Labs
- 2011 — Monkey Tales